# Lumeneo Neoma
Lumeneo Neoma – elektryczny mikrosamochód wyprodukowany pod francuską marką Lumeneo w 2013 roku.

## Historia i opis samochodu

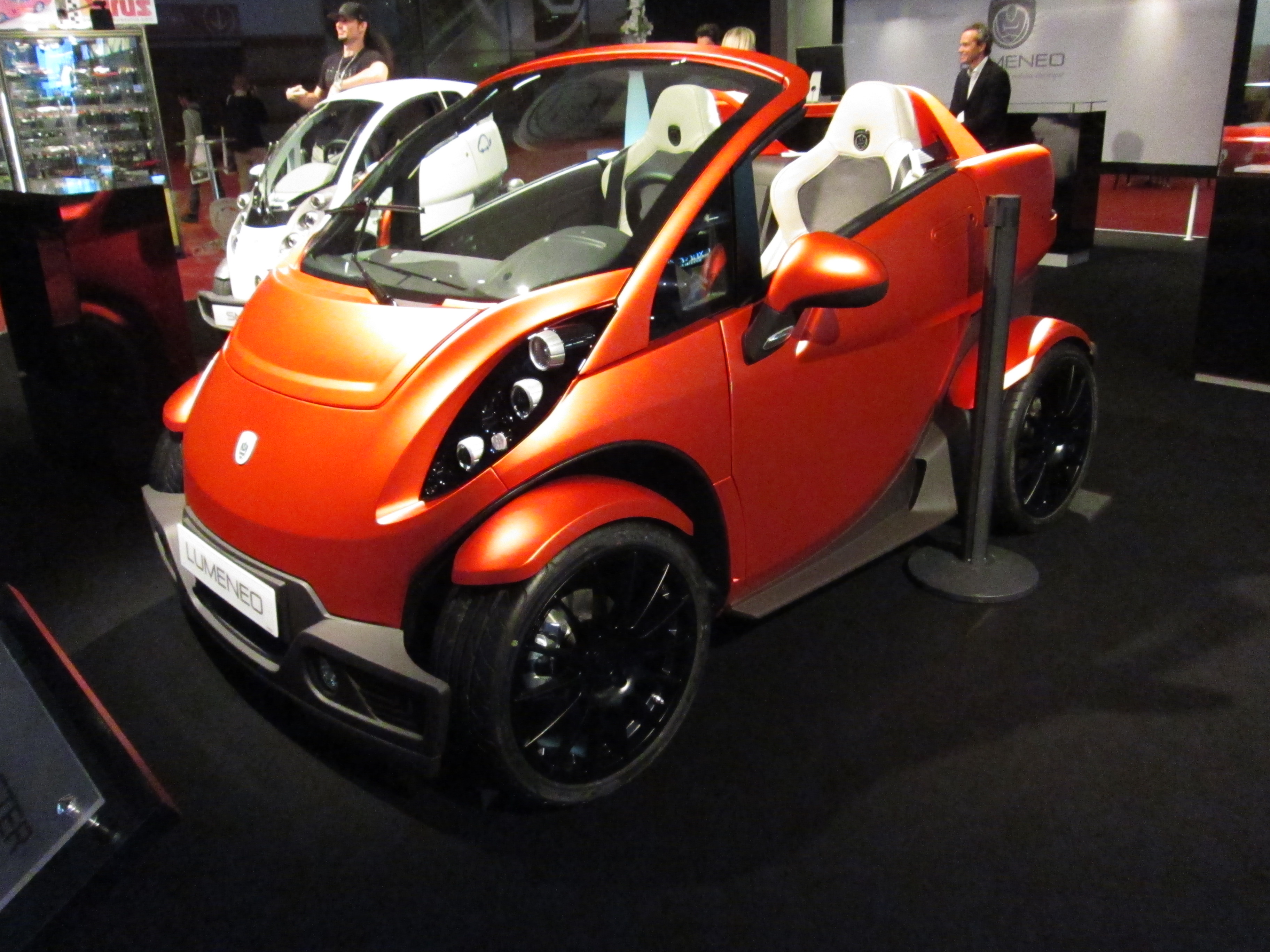
Lumeneo Neoma Roadster

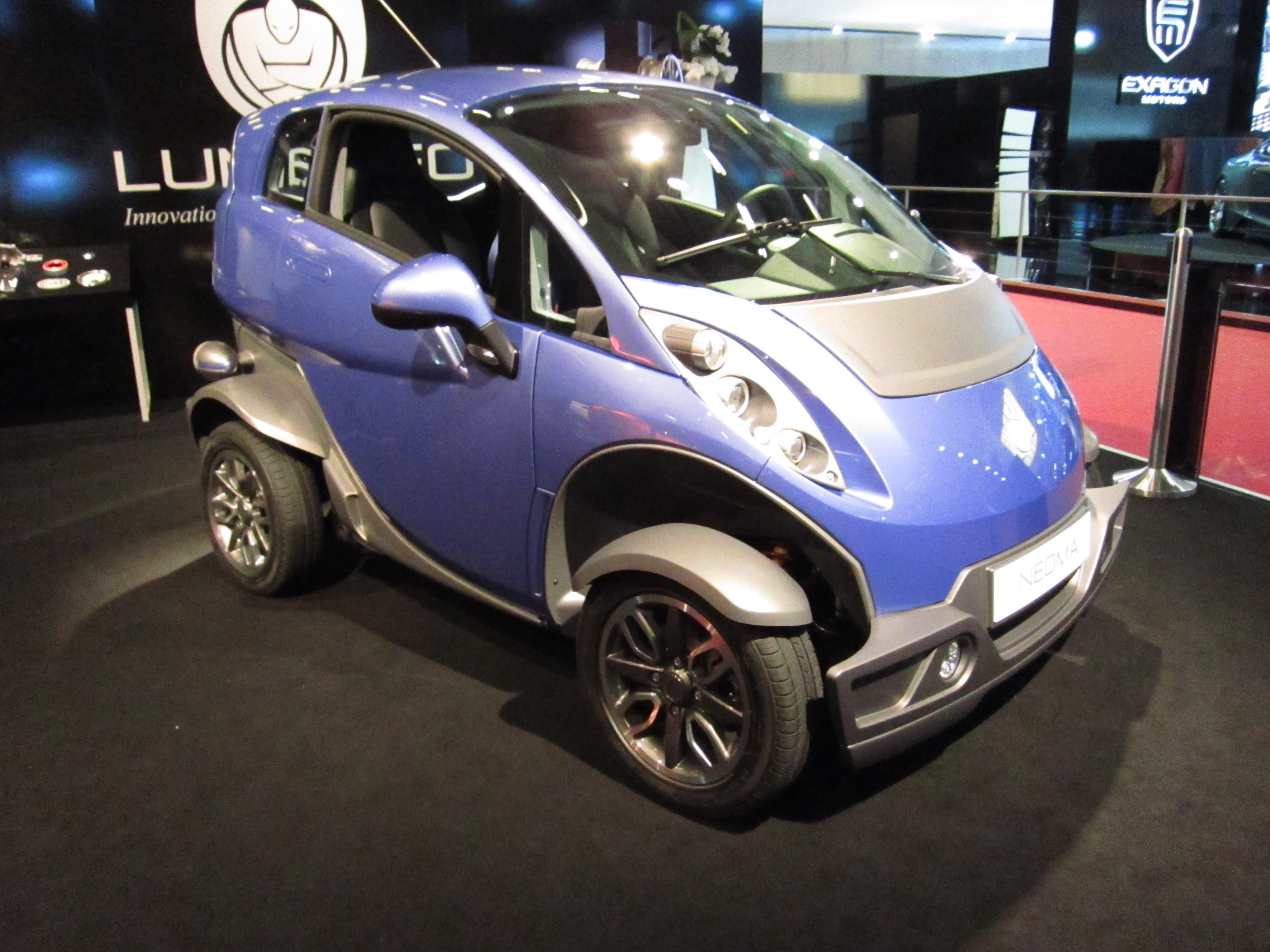
Lumeneo Neoma - sylwetka

Podczas targów motoryzacyjnych Paris Motor Show jesienią 2010 roku utworzone 4 lata wcześniej niewielkie francuskie przedsiębiorstwo Lumeneo przedstawiło przedprodukcyjny egzemplarz swojego drugiego, po bardziej niekonwencjonalnym modelu Smera, elektrycznego mikrosamochodu. Tym razem przyjął on postać tradycyjnegoa, 3-drzwiowego hatchbacka o nazwie Neoma.
Samochód wyróżniał się dwubarwnym nadwoziem o futurystycznej stylistyce, zyskując m.in. zarysowane nadkola, jednobryłową sylwetkę, wysoko poprowadzoną linię okien, a także wyraźnie zarysowane przetłoczenia na bocznej powierzchni. Oprócz 3-drzwiowego hatchbacka w 2012 roku przedstawiono przedprodukcyjny wariant typu roadster, który nie trafił jednak do produkcji.

### Sprzedaż
Produkcja i sprzedaż Neomy rozpoczęła się ostatecznie nieco ponad 2 lata po debiucie w 2013 roku. Cena nowego egzemplarza w momencie debiutu wynosiła 21 700 euro, nie uwzględniając przy tym zestawu baterii. Przez pierwszy miesiąc na rynku sprzedano trzy egzemplarze, z kolei do listopada tego samego roku Neoma znalazła łącznie 10 nabywców.
Wyniki te w drastycznym stopniu odbiegały od pierwotnych założeń planujących roczną sprzedaż ok. 500 sztuk, przez co borykająca się z kłopotami finansowymi firma zniknęła z rynku jeszcze w tym samym roku poprzez proces likwidacji.

### Dane techniczne
Akumulatory litowo-polimerowe o łącznej pojemności 14,2 kWh wypożyczane były za comiesięczną opłatą 145 euro. Maksymalny zasięg zgodny z cyklem NEDC wynosił ok. 140 kilometrów przy czym prędkość maksymalna pojazdu równa była 100 km/h.